# Xã Valley, Quận Guthrie, Iowa
Xã Valley (tiếng Anh: Valley Township) là một xã thuộc quận Guthrie, tiểu bang Iowa, Hoa Kỳ. Năm 2010, dân số của xã này là 1.823 người.